# Домфен
Домфен (фр. Domfaing) насеље је и општина у североисточној Француској у региону Лорена, у департману Вогези која припада префектури Сен Дије де Вогез.
По подацима из 2011. године у општини је живело 242 становника, а густина насељености је износила 62,05 становника/km². Општина се простире на површини од 3,9 km². Налази се на средњој надморској висини од 370 метара (максималној 507 m, а минималној 361 m).

## Демографија
| 1962. | 1968. | 1975. | 1982. | 1990. | 1999. | 2011. |
| ----- | ----- | ----- | ----- | ----- | ----- | ----- |
| 225   | 234   | 229   | 286   | 254   | 224   | 242   |

График промене броја становника у току последњих година